# Adam Budwiński
Adam svobodný pán Budwiński (27. ledna 1845 Lvov – 1. června 1900 Vídeň) byl polský soudce.
Působil na Správním soudním dvoře ve Vídni. Zastával na něm funkci předsedy senátu. V letech 1876–1900 vydával sbírku rozhodnutí Správního soudního dvora (Budwinski-Sammlung); jeho pokračovatelem byl Augustin Popelka.